# Carl Vasquez-Pinas von Löwenthal
Carl Conde Vasquez (en ocasiones Vasquez-Pinas de Löwenthal) (* 12 de enero de 1798 en Klattau; f. 25 de julio de 1861, en Budapest) fue un escritor austríaco, cartógrafo y oficial del Ejército Imperial y Real. Era miembro de la Casa de Vasquez de Pinos.

## Vida
Vásquez provenía de la familia noble española Vásquez de Pinos. En 1815 se retiró del servicio militar activo y trabajó a partir de 1822 en la "Hauszins De Erhebungskommission" encargada por las autoridades locales de la Baja Austria. Allí conoció al litógrafo Anton Ziegler. Después de 1830, se creó una serie ampliamente detallada de planos de la ciudad de Viena y de sus distritos policiales en la época en la que los suburbios de Viena fueron absorbidos por la ciudad. Vásquez hizo estos planos junto con Ziegler, financiando directamente la publicación de los mismos. En 1848, y debido a la deuda resultante de dicha financiación, ingresó de nuevo en el servicio militar activo. Fue capitán en el batallón n.º 9 del regimiento de Cazadores del Ejército Imperial y Real. En 1856, fue retirado del servicio debido a una conducta inadecuada.
El 4 de diciembre de 1821 contrajo matrimonio con Josephine Freiin von Einsberg. De este matrimonio nació:
- Hugo, nacido el 23 de septiembre de 1829, teniente coronel del Ejército Imperial y Real.[3][4]

## Obra
- Die kaiserl. königl. Haupt- und Residenzstadt Wien mit ihren Vorstädten und nächsten Umgebungen. Ch. F. Schade, Wien 1830 (Hg. gemeinsam mit Anton Ziegler)
- Prag – Die Goldene Stadt in alten Stichen. Harenberg, Dortmund 1983 (Hg. Dieter Messner)

Vasquez es especialmente conocido por sus planos detallados, especialmente por los siguientes:
- K. K. Haupt und Residenz Stadt Wien in dem Jahre 1847
- Situations-Plan der k. k. Haupt- und Residenz-Stadt Wien.
- Grundriss der inneren Haupt- und Residenzstadt Wien.
- Detailpläne der damaligen K. K. Polizey-Bezirke Alservorstadt, Josephstadt, Landstraße, Leopoldstadt, Mariahilf, Rossau, St. Ulrich, Wieden.
- Situations-Plan der Landesfürstlichen Stadt Baaden mit den angrenzenden Ortschaften ... (Incluyendo nueve pueblos limítrofes).

En esta serie se publicaron una serie de planos de Praga realizados en 1840.

## Órdenes y empleos

### Órdenes
- 1849: Caballero de primera clase de la Orden del Mérito bajo el título de San Luis.[5] (Ducado de Parma)
- Caballero de la Orden de San José.[6][5] (Gran Ducado de Toscana)

### Empleos
- Capitán del Batallón n.º 9 del Regimiento de Cazadores del Ejército Imperial y Real.[5]